# Campionati europei di 49er & 49er FX 2024
I Campionati europei di 49er & 49er FX 2024 si sono svolti a La Grande-Motte, in Francia, dal 7 al 12 maggio.

## Podi
| Evento  | Oro                                    | Argento                                     | Bronzo                                         |
| 49er    | Regno Unito James Peters Fynn Sterritt | Svizzera Sébastien Schneiter Arno de Planta | Paesi Bassi Bart Lambriex Floris van de Werken |
| 49er FX | Belgio Isaura Maenhaut Anouk Geurts    | Francia Sarah Steyaert Charline Picon       | Regno Unito Freya Black Saskia Tidey           |

## Medagliere
| Posiz. | Nazione     | Oro | Argento | Bronzo | Totale |
| ------ | ----------- | --- | ------- | ------ | ------ |
| 1      | Regno Unito | 1   | 0       | 1      | 2      |
| 2      | Belgio      | 1   | 0       | 0      | 1      |
| 3      | Svizzera    | 0   | 1       | 0      | 1      |
| 3      | Francia     | 0   | 1       | 0      | 1      |
| 5      | Paesi Bassi | 0   | 0       | 1      | 1      |
| Totale | Totale      | 2   | 2       | 2      | 6      |